# Kat & Roman Kostrzewski

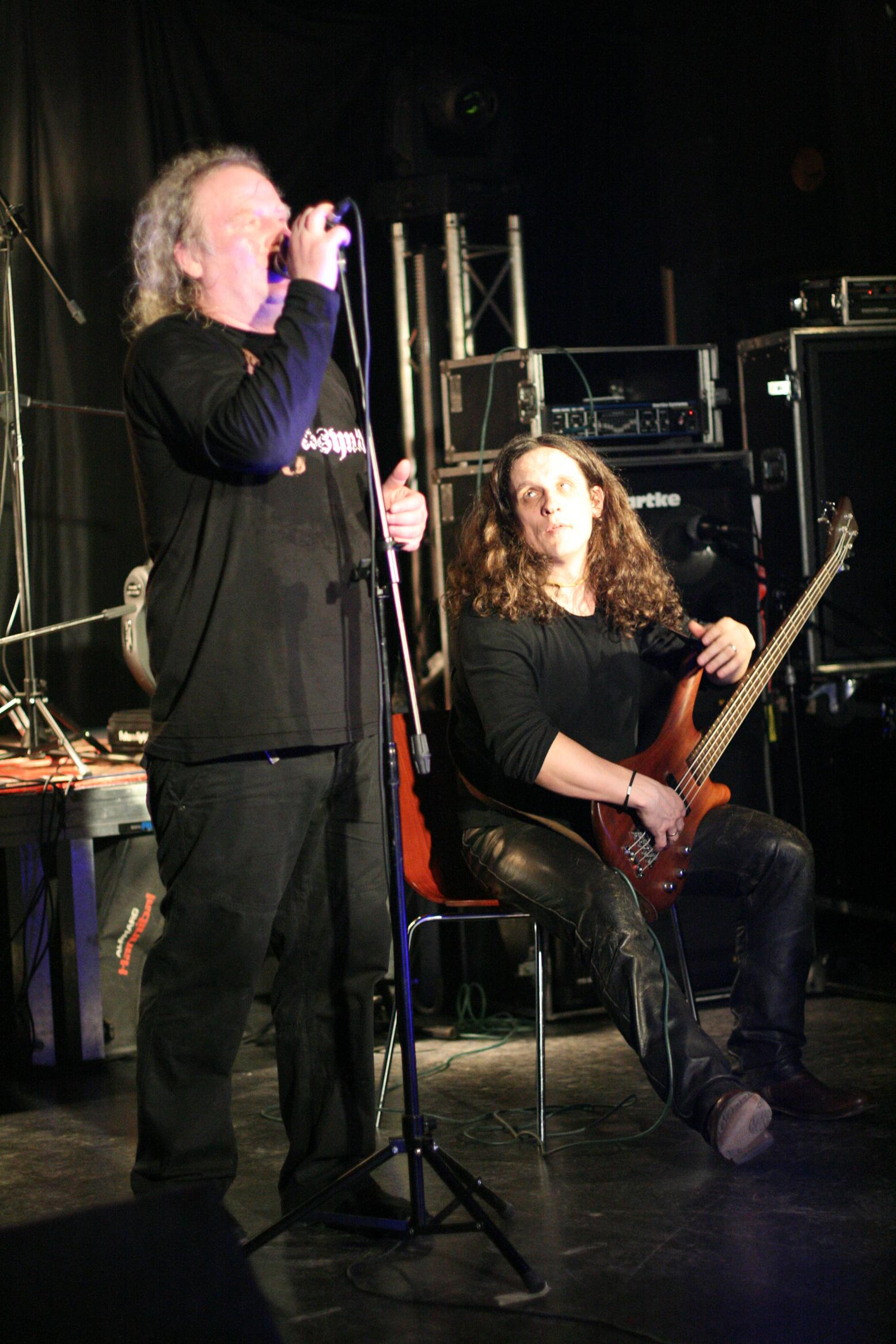
Roman Kostrzewski i Michał Laksa podczas koncertu w szczecińskim klubie Słowianin 26 marca 2010 roku

Kat & Roman Kostrzewski – polska grupa muzyczna wykonująca thrash metal. Powstała pod koniec 2004 roku w Katowicach z inicjatywy wokalisty Romana Kostrzewskiego i perkusisty Ireneusza Lotha w następstwie rozłamu w zespole Kat.

## Historia
We wrześniu 2004 roku w katowickim zespole thrashmetalowym Kat, którego początki sięgają końca lat 70. XX w. doszło do rozłamu. Gitarzysta i lider formacji Piotr Luczyk usunął z grupy wokalistę Romana Kostrzewskiego w trakcie sesji nagraniowej płyty Mind Cannibals (2005). Luczyk oraz pozostali muzycy nie zaakceptowali linii wokalnych Kostrzewskiego oraz zdecydowali się na zatrudnienie Henryka Becka z grupy PIK z którym w składzie ukończono nagrania.
Jeszcze w 2004 roku Kostrzewski wraz z nieoficjalnie usuniętym w 2003 roku z zespołu KAT perkusistą Ireneuszem Lothem powołał grupę pod nazwą Romek – The End. Muzycy w składzie uzupełnionym o gitarzystów Valdiego Modera i Piotra Radeckiego oraz basistę Michała Laksę na przełomie listopada i grudnia dali szereg koncertów anonsowanych jako pożegnalna trasa zespołu KAT.
W 2005 roku nowy zespół Kostrzewskiego i Lotha kontynuował działalność oraz zapowiedział nagranie płyty. Wkrótce grupa przyjęła nazwę Kat & Roman Kostrzewski. Nastąpiła także zmiana na stanowisku gitarzysty, Modera zastąpił Krzysztof „Pistolet” Pistelok, wówczas występujący w formacji Horrorscope. Kolejne lata formacja wypełniła koncertami w Polsce podczas których były prezentowane utwory z repertuaru Kat. Były to m.in. takie kompozycje jak: „666”, „Purpurowe gody”, „Łza dla cieniów minionych”, „Diabelski dom cz. II”, „Łoże wspólne, lecz przytulne” oraz „W Bezkształtnej bryle uwięziony”.
1 września 2006 roku zespół zagrał na festiwalu „Magia Rocka” w Lyskach oraz rok później na festiwalu Hunter Fest w Szczytnie. 2 grudnia 2007 roku ukazało się pierwsze wydawnictwo zespołu Kat & Roman Kostrzewski zatytułowane Życie po życiu. Na koncertowej płycie DVD zostały zawarte występy zarejestrowane w Katowicach, Krakowie oraz w Warszawie.
W 2009 roku z zespołu odszedł Radecki, którego zastąpił Paweł „Bajtel” Pasek. Jednakże w rok później Radecki powrócił do grupy. W 2010 roku w rzeszowskim Undergroundsound Studio formacja Kat & Roman Kostrzewski rozpoczęła nagrania debiutanckiego albumu. Premiera płyty zatytułowanej Biało-czarna została początkowo wyznaczona na październik 2010 roku, jednakże muzycy zdecydowali się na dokonanie poprawek w nagraniach. W grudniu 2010 roku fragmenty utworów pochodzących z płyty zostały opublikowane na oficjalnej stronie zespołu, a kolejna data premiery została wyznaczona na styczeń 2011 roku. Jednakże i ten termin uległ zmianie. Również w styczniu 2011 roku na stronie fanklubu zespołu – Czarne Zastępy – w formie digital download został opublikowany utwór „Milczy trup”. Ostateczna premiera debiutu odbyła się 3 kwietnia 2011 roku. W 2012 roku zespół na koncertach prezentował krótki program akustyczny. Po przychylnym przyjęciu ze strony publiczności, grupa postanowiła zarejestrować album w konwencji unplugged. Nagrania odbyły się w 2013 roku, zaś miksowanie na początku 2014. Materiał zatytułowany Buk – akustycznie został wydany przez Mystic Production 8 września 2014. W jego nagraniu sesyjnie wziął udział perkusista Piotr "Pienał" Pęczek z dawnej formacji Pisteloka, Horrorscope, który na czas nagrań tej płyty zastąpił tymczasowo Ireneusza Lotha. Wydawnictwo było promowane podczas trasy koncertowej – występy były podzielone na godzinną część akustyczną i godzinną część elektryczną.
W 2015 muzycy dokonali ponownej rejestracji albumu 666, który ukazał się w tym samym roku. Nowa wersja cechuje się bardziej czytelnym brzmieniem (dotyczy to zwłaszcza partii wokalnych) przy zachowaniu aranżacji bliskich oryginałowi, choć nie identycznych (por.np. „Masz Mnie Wampirze”). Partie solowe gitary są odmienne od linii skomponowanych w 1986 przez Piotra Luczyka. Album osiągnął 6 pozycję na liście sprzedaży OLiS. W tym samym roku, gitarzystę Piotra Radeckiego zastąpił Jacek Hiro.
W roku 2017 Roman Kostrzewski zapowiedział w wywiadzie wydanie nowego albumu studyjnego na jesień 2018 r. W grudniu 2018 r. zespół ogłosił na swojej stronie internetowej, że premiera nowej płyty zaplanowana jest na 1 marca 2019 roku; album ma nosić tytuł „Popiór”.
10 lutego 2019 w sieci pojawiło się zdjęcie zespołu bez Ireneusza Lotha w składzie, z byłym członkiem Virgin Snatch, Jackiem Nowakiem na jego miejscu. Następnego dnia Roman Kostrzewski wydał oficjalne oświadczenie, w którym potwierdził, że Nowak został nowym perkusistą zespołu oraz brał udział w nagraniach albumu Popiór.
10 lutego 2022 zmarł Roman Kostrzewski.
Na 3 września 2022 roku w Bytomiu zaplanowano koncert poświęcony pamięci zmarłego lidera grupy w ramach imprezy Metal Doctrine Festival Vol. 4, na którym mieli wystąpić Krzysztof Pistelok, Michał Laksa, Ireneusz Loth, Piotr Radecki i Paweł Pasek oraz zaproszeni goście. Pomysł ów spotkał się z dezabrobatą Jacka Hiro i Jacka Nowaka oraz członków rodziny Kostrzewskiego, którzy zbojkotowali koncert. 26 czerwca 2022 roku Hiro opublikował oświadczenie za pośrednictwem zespołowych mediów społecznościowych, w którym zawarł m.in. informacje, że muzycy ostatniego składu grupy spotkali się po śmierci Kostrzewskiego, aby przedyskutować przyszłość zespołu oraz, że forma koncertu zaproponowana przez Pisteloka i Laksę jest sprzeczna z powyższymi ustaleniami. Następnego dnia, na prywatnym profilu Pisteloka w serwisie Facebook opublikował on oświadczenie swoje i Laksy, w którym napisał m.in., że to oni dwaj byli przy Kostrzewskim do końca i nigdy nie sprzeniewierzyli się jego ideałom. Ostatecznie oświadczenie opublikowali także organizatorzy festiwalu, którzy stwierdzili, że dogadując szczegóły z Pistelokiem i Laksą nie byli świadomi konfliktu pomiędzy nimi a Hirem i Nowakiem, w związku z czym odwołują koncert, a sam festiwal odbędzie się w zmienionej formule.
W 2023 roku zarówno Jacek Hiro i Jacek Nowak, jak i Krzysztof "Pistolet" Pistelok i Michał Laksa utworzyli nowe grupy na kanwie swej dawnej twórczości. Zespół Jacka Hiro i Jacka Nowaka nosi nazwę Popiór, zaś grupa Krzysztofa Pisteloka i Michała Laksy przyjęła nazwę namoR. Obie formacje wydały single promujące swe debiutanckie albumy. Są to odpowiednio "Międzyświat" zapowiadający album p.t. Pomarlisko i noŁ namoR.

## Muzycy
| Ostatni skład zespołu - Roman Kostrzewski (zmarły) – wokal (2004–2022) - Jacek Hiro – gitara (2015–2022) - Krzysztof „Pistolet” Pistelok – gitara (2005–2022) - Michał Laksa – gitara basowa (2004–2022) - Jacek Nowak – perkusja (2019–2022) |  | Byli członkowie zespołu - Valdi Moder (zmarły) – gitara (2004–2005) - Paweł „Bajtel” Pasek – gitara (2009–2010) - Piotr Radecki (zmarły) – gitara (2004–2009, 2010-2015) - Ireneusz Loth – perkusja (2004–2019) |  | Muzycy koncertowi - Krzysztof „Fazee” Oset – gitara basowa (2008, 2009) - Paweł „Bajtel” Pasek – gitara basowa (2015) Muzycy sesyjni - Piotr „Pienał” Pęczek – perkusja (2014) |

## Dyskografia

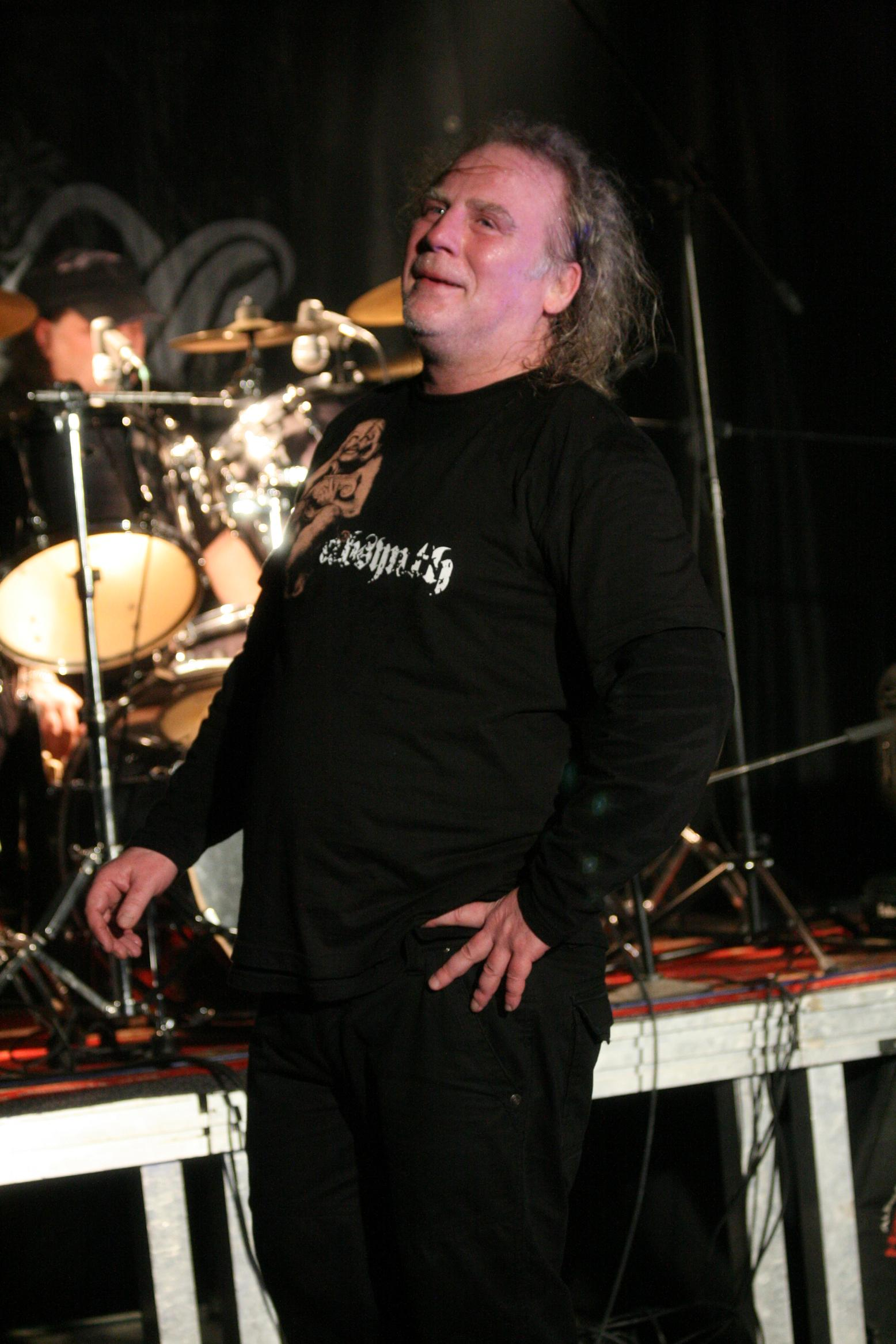
Roman Kostrzewski podczas koncertu w szczecińskim klubie Słowianin 26 marca 2010 roku

Albumy studyjne
| Biało-czarna                            | - Data: 3 kwietnia 2011 - Wydawca: Mystic Production  | 4 |
| Buk – akustycznie                       | - Data: 8 września 2014 - Wydawca: Mystic Production  | 7 |
| 666                                     | - Data: 11 września 2015 - Wydawca: Mystic Production | 6 |
| Popiór                                  | - Data: 1 marca 2019 - Wydawca: niezależne            | – |
| „–” oznacza, że album nie był notowany. |                                                       |   |

Albumy wideo
| Tytuł          | Dane dot. albumu                                                  |
| -------------- | ----------------------------------------------------------------- |
| Życie po życiu | - Data: 3 grudnia 2007 - Wydawca: Mystic Production - Format: DVD |
| LIVE 2019      | - Data: 5 listopada 2020 - Wydawca: niezależne - Format: CD       |

## Teledyski
| Data premiery     | Tytuł          | Reżyser                            | Album           |
| ----------------- | -------------- | ---------------------------------- | --------------- |
| 13 marca 2019     | „Morderca”     |                                    | „666” (2015)    |
| 20 września 2019  | „Baba Zakonna” | Marek Mosiński i Robert Zembrzycki | „Popiór” (2020) |
| 27 listopada 2019 | „Modłości”     | Krzysztof Komander                 | „Popiór” (2020) |

## Nagrody i wyróżnienia
| Rok  | Kategoria        | Tytułem      | Nagroda        | Nota      | Źródło |
| ---- | ---------------- | ------------ | -------------- | --------- | ------ |
| 2012 | Album roku metal | Biało-czarna | Fryderyki 2012 | Nominacja | [ 30 ] |